# Hirebudihal, Hirekerur
Hirebudihal là một làng thuộc tehsil Hirekerur, huyện Haveri, bang Karnataka, Ấn Độ.